# Họ Đà điểu châu Úc
Họ Đà điểu châu Úc (Casuariidae) là họ chim duy nhất của Bộ Casuariiformes hiện còn 4 loài còn sinh tồn: 3 loài đà điểu đầu mào, 1 loài đà điểu Emu và khoảng 4-5 loài đã tuyệt chủng. Đà điểu Emu trước đây được phân loại trong họ riêng của chính nó (Dromaiidae), nhưng hiện nay được coi là có quan hệ họ hàng đủ gần với các loài đà điểu đầu mào để có thể xem là một phần của họ này.
Tất cả bốn thành viên còn sinh tồn của họ là các loài chim không biết bay to lớn bản địa của khu vực Úc-New Guinea, mặc dù một thành viên tiềm năng đã tuyệt chủng Hypselornis đã có nguồn gốc từ Ấn Độ.

## Hệ thống học và tiến hóa

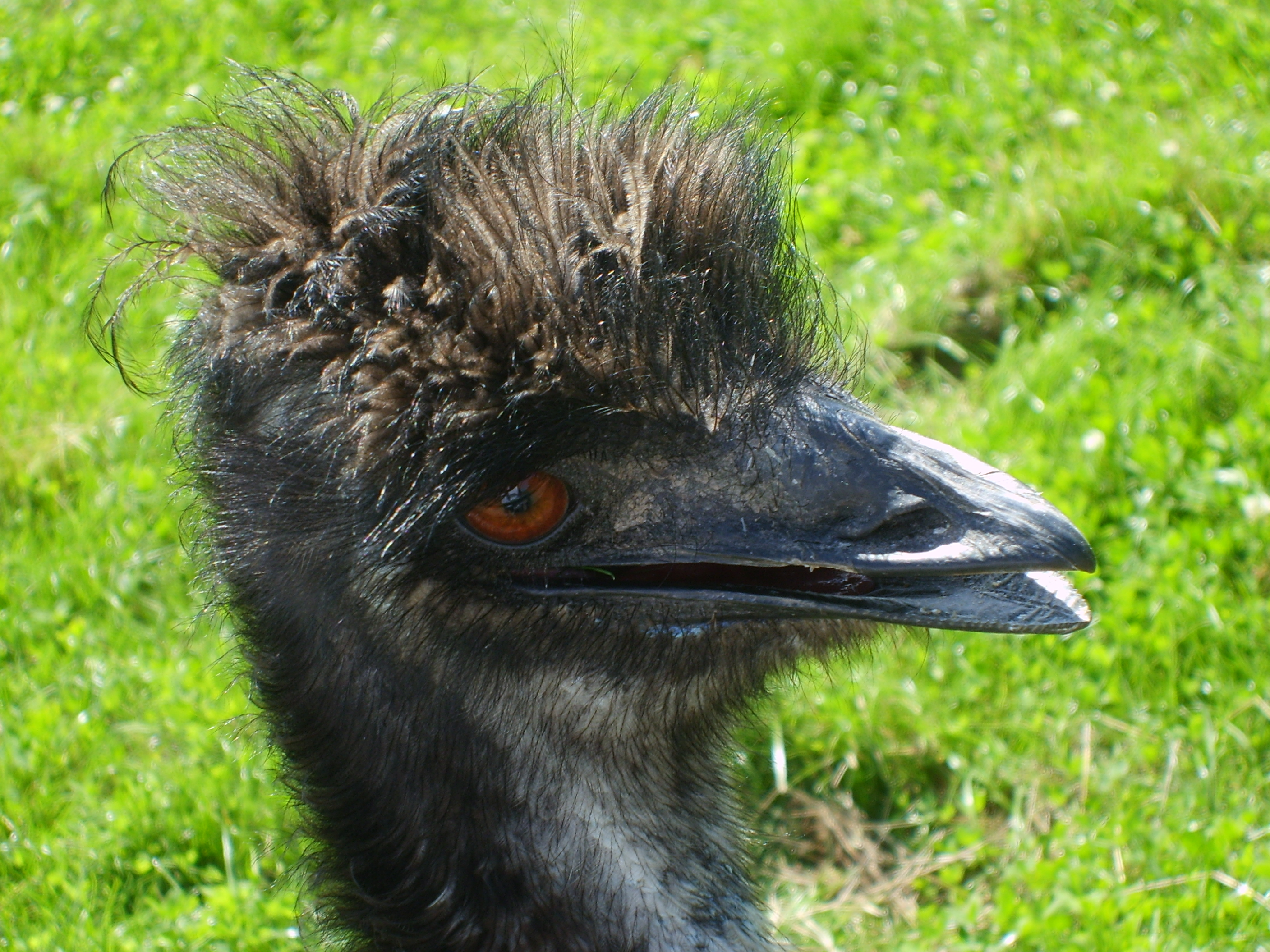
Đà điểu Emu.

Chim emu tạo thành một phân họ riêng biệt, với đặc trưng là chân thích nghi cho việc chạy. Giống như mọi loài chim chạy khác, hiện tại tồn tại một vài thuyết cạnh tranh lẫn nhau liên quan tới sự tiến hóa và mối quan hệ giữa chúng. Khi đề cập tới họ này, điều đặc biệt quan tâm là giữa chim emu và đà điểu đầu mào thì nhóm nào là dạng cổ hơn: đà điểu đầu mào nói chung được giả định là duy trì nhiều đặc trưng có trước khi tồn tại tổ tiên chung gần nhất của nhóm hơn, nhưng điều này không nhất thiết phải đúng ở mọi điểm; các mẫu hóa thạch cũng mơ hồ và trạng thái hiện tại của bộ gen không cho phép có được phân tích so sánh đầy đủ. Ít nhất thì sự kết hợp của mọi cách tiếp cận này với lưu ý tới hoạt động kiến tạo mảng là cần thiết để giải quyết vấn đề này.
Số lượng các loài đà điểu đầu mào được miêu tả dựa trên các khác biệt nhỏ trong hình dạng mào và các biến đổi màu sắc là rất lớn. Tuy nhiên, trong thời gian gần đây, chỉ 3 loài được công nhận, và phần lớn các tác giả chỉ công nhận vài phân loài hoặc không công nhận bất kỳ phân loài nào.
Hồ sơ hóa thạch của chim dạng đà điểu châu Úc là đáng chú ý, nhưng không có nhiều. Liên quan tới các loài hóa thạch của các chi Dromaius và Casuarius, xem các trang tương ứng về các chi này.
Một vài hóa thạch tại Australia ban đầu được coi là của chim emu thì hiện tại được công nhận là thuộc chi riêng biệt, gọi là Emuarius, với hộp sọ và xương đùi tương tự như của đà điểu đầu mào và cẳng chân cùng bàn chân như của chim emu. Ngoài ra, các hóa thạch đầu tiên của mihirung ban đầu cũng được cho là của chim emu khổng lồ, nhưng cuối cùng hóa ra là chúng hoàn toàn không liên quan gì với nhau.

### Các loài
Phân họ Casuariinae: Đà điểu đầu mào
- Chi Casuarius
  - Đà điểu đầu mào phương nam (Casuarius casuarius) sinh sống trong các khu rừng ẩm ướt tại đông bắc Australia, New Guinea và quần đảo Aru[7].
  - Đà điểu đầu mào lùn (Casuarius bennetti) sinh sống tại New Guinea, New Britain, và đảo Yapen[7].
  - Đà điểu đầu mào phương bắc (Casuarius unappendiculatus) sinh sống tại khu vực đồng bằng trên đảo Yapen và New Guinea[7].
  - Casuarius lydekki[1]: tuyệt chủng.

Phân họ Dromaiinae - chim emu hay đà điểu Úc
- Chi Dromaius
  - Đà điểu Emu (Dromaius novaehollandiae) sinh sống tại Australia[7], bao gồm 4 phân loài.
    - Đà điểu Tasmania (D. n. diemenensis): tuyệt chủng, trước đây sinh sống tại Tasmania[7].
    - Đà điểu Emu đông nam Úc (D. n. novaehollandiae): sinh sống tại Australia[7].
    - Đà điểu Emu tây nam Úc (D. n. rothschildi)
    - Đà điểu Emu bắc Úc (D. n. woodwardi)

  - Đà điểu đảo Kangaroo (Dromaius baudinianus): tuyệt chủng.
  - Đà điểu đảo King (Dromaius ater): tuyệt chủng, trước đây sinh sống trên đảo King, Australia.[7].
- Chi Emuarius: hóa thạch
  - Emuarius guljaruba: Hậu Oligocen - Hậu Miocen
  - Emuarius gidju: Hậu Oligocen - Tiền Miocen tại miền bắc Australia - xem Hồ sơ tại Bảo tàng Australia (2005) quyển 57: 179